# Данбар, Уильям
Уи́льям Данба́р (англ. William Dunbar, ок. 1460 — ок. 1520) — крупнейший шотландский поэт XVI века.

## Биография
Уильям Данбар обучался в шотландском университете Сент-Эндрюса и вступил во францисканский орден. Около 1500 года Данбар прибыл ко двору шотландского короля Якова IV, который отличался любовью к искусству и меценатством. Данбару удалось получить достаточно крупный пенсион у короля. Уильям неоднократно также выполнял различные дипломатические поручения (например, сопровождал в Шотландию невесту Якова IV английскую принцессу Маргариту Тюдор).
Уильяма Данбара по праву считают одним из крупнейших шотландских поэтов. Находясь под влиянием Чосера, Данбар, тем не менее, ушёл далеко вперёд во владении языком. Его творчество отличается богатством поэтических приёмов и виртуозным владением словом. Для Данбара свойственно повышенное внимание к человеку как индивидууму, в противоположность общечеловеческим проблемам, психологизм и некоторый эгоцентризм. Данбар также блестяще владел сатирой («Танец семи смертных грехов», «Две женщины и вдова»). Будучи приближённым короля, Данбар зачастую высмеивал не только горожан и крестьян, но и придворные порядки. Наиболее известными произведениями поэта являются поэма «Чертополох и роза» (англ. The Thrissil and the Rose), написанная в честь свадьбы Якова IV, «Золотой щит» (англ. The Goldyn Targe), а также «Борьба Данбара и Кеннеди» (англ. Flyting of Dunbar and Kennedy), в которой поэт показал противостояние гэльских и англо-шотландских литературных традиций.